# Новолисинский сельсовет
Новолисинский сельсовет — упразднённая административно-территориальная единица, существовавшая на территории Московской губернии и Московской области до 1954 года.
Новолисинский сельсовет был образован в первые годы советской власти. По данным 1922 года он входил в состав Лотошинской волости Волоколамского уезда Московской губернии.
В 1924 году из Новолисинского с/с был выделен Акуловский с/с.
По данным 1926 года в состав сельсовета входили 3 населённых пункта — Новое Лисино и Ивановское.
В 1929 году Новолисинский с/с был отнесён к Лотошинскому району Московского округа Московской области.
17 июля 1939 года к Новолисинскому с/с был присоединён Акуловский с/с (селения Акулово, Софийское и Харпай)
28 декабря 1951 года селение Харпай было передано из Новолисинского с/с в Калицинский с/с, а Акулово и Софийское — в Корневский с/с.
14 июня 1954 года Новолисинский с/с был упразднён, а его территория была объединена с территорией Корневского с/с в новый Монасеинский с/с.